# Roderick Dhu Sutherland
Roderick Dhu Sutherland (* 27. April 1862 in Scotch Grove, Jones County, Iowa; † 18. Oktober 1915 in Kansas City, Kansas) war ein US-amerikanischer Politiker. Zwischen 1897 und 1901 vertrat er den fünften Wahlbezirk des Bundesstaates Nebraska im US-Repräsentantenhaus.

## Werdegang
Roderick Sutherland besuchte die öffentlichen Schulen seiner Heimat und danach das Amity College. Danach arbeitete er zeitweise als Lehrer. Nach einem Jurastudium und seiner im Jahr 1888 erfolgten Zulassung als Rechtsanwalt begann er in Nelson in Nebraska in seinem neuen Beruf zu arbeiten. Zwischen 1890 und 1896 war Sutherland Bezirksstaatsanwalt im Nuckolls County. Damals gehörte er der kurzlebigen Populist Party an. Im Jahr 1899 leitete er deren Parteitag in Nebraska. 1896 wurde Sutherland dann in das US-Repräsentantenhaus gewählt, wo er am 4. März 1897 die Nachfolge von William E. Andrews antrat. Nach einer Wiederwahl im Jahr 1898 konnte er bis zum 3. März 1901 zwei Legislaturperioden im Kongress absolvieren. Bei den  Wahlen des Jahres 1900 unterlag er aber Ashton C. Shallenberger.
Im Jahr 1900 war Sutherland zunächst Delegierter auf dem Bundesparteitag der Populistischen Partei. Bald darauf wurde er Mitglied der Demokratischen Partei, deren  Democratic National Conventions er in den Jahren 1900 und 1908 als Delegierter besuchte. Ansonsten arbeitete er wieder als Rechtsanwalt. Roderick Sutherland starb am 18. Oktober 1915 in Kansas City.